# Nina Otkalenko
Nina Otkalenko   (Kozhlya, 23 de maig de 1928 - Moscou, 13 de maig de 2015), nascuda Pletniova, fou una atleta russa, especialista en curses de mig fons que va competir sota bandera soviètica durant la dècada de 1950 i començaments de la de 1960.
Va guanyar el títol europeu en la prova dels 800 metres al Campionat d'Europa d'atletisme de 1954 i va establir múltiples rècords mundials en aquesta mateixa distància entre 1951 i 1954. No va poder participar en els Jocs Olímpics d'Estiu de 1952 i 1956 perquè la cursa femenina dels 800 metres no formava part del programa i els Jocs Olímpics de 1960 per una lesió.
Durant la dècada de 1950 va situar-se al capdamunt del rànquing en la cursa dels 800 metres, millorant en quatre ocasions el rècord del món de la distància. El 1951 va situar el rècord en 2' 12.0" i l'acabà deixant, el 1955, en 2'05.0". Aquest rècord es va mantenir vigent gairebé durant cinc anys abans no fos superat el juliol de 1960 per la seva compatriota Liudmila Xevtsova. També va establir rècords mundials a l'era pre-IAAF en els 400 metres amb un temps de 55.5" el 1954 i els 1.500 metres, amb un temps de 4.37.0" el 1952.
A banda del títol europeu, va guanyar quatre medalles al Festival Mundial de la Joventut i els Estudiants de 1953 i 1955, dues d'or en els 800 metres, i dues de plata en els 400 metres. A nivell nacional va acabar la carrera esportiva amb 22 títols soviètics en atletisme i cros.

## Millors marques
- 400 metres. 55.0" (1955)
- 800 metres. 2'05.0" (1955)[3]